# Dave Mirra
David Michael Mirra (Chittenango, 4 aprile 1974 – Greenville, 4 febbraio 2016) è stato un pilota di rally e ciclista di BMX statunitense.
Mirra è stato detentore del record di maggior numero di medaglie vinte agli X Games, prima di essere stato superato da Bob Burnquist nel 2013. È stato medagliato ad ogni X Games a cui abbia partecipato, dal 1995 al 2009, con l'eccezione del 2006. È riconosciuto come specialista della vert ramp e come park rider. Ha utilizzato le Haro Bikes – da cui è stato poi sponsorizzato – finché non ha creato la propria linea di biciclette. È stato anche membro del team che nel 2014 ha vinto la Race Across America nella categoria Quattro uomini (Under 50).

## Biografia
Nato a Chittenango, si è laureato alla California State Polytechnic University (Cal Poly Pomona). Negli anni novanta, suo fratello Tim si è trasferito a Greenville – in Carolina del Nord – e Dave lo ha seguito poco dopo. Anche Ryan Nyquist, altro BMXer, si è spostato a Greenville ed è diventato rapidamente amico di Mirra. Col tempo, Greenville è diventata casa di molti BMXer, tanto da guadagnarsi il nomignolo di Protown all'interno della comunità.
Dal matrimonio con Lauren, gli nacquero due figlie. Il 4 febbraio 2016, Mirra è morto in quello che sembra un colpo di pistola auto-inflitto. Allen Thomas, sindaco di Greenville, lo ha ricordato come «un grande amico ed un meraviglioso essere umano». Aveva 41 anni.

## Carriera
Diventato professionista nel 1992, ha vinto 24 medaglie agli X Games, di cui 14 d'oro: ha detenuto il record per il maggior numero di medaglie conquistate fino al 2013, quando è stato battuto da Bob Burnquist. Nel 2005, Mirra ha vinto il Best Male Action Sports Athlete ESPY Award. Dal 2014, ha focalizzato la sua attenzione sulle competizioni Ironman e triathlon.
Al di fuori dell'attività sportiva, ha condotto per due stagioni il programma di MTV Real World/Road Rules Challenge. Inoltre, ha avuto due videogiochi dedicati: Dave Mirra Freestyle BMX e Dave Mirra Freestyle BMX 2. È stato anche incluso nel videogioco Colin McRae: Dirt 2. Ha pubblicato il libro fotografico Mirra Images, oltre ad essere stato ospite al Late Show with David Letterman e al Today Show.